# Vlag van Utah
De vlag van Utah, of de Beehive Flag is een horizontale driekleur met onregelmatige banden van blauw, wit en rood. De middelste witte band bevat een blauwe zeshoek omlijnd met goud. Binnen de zeshoek ligt een gouden bijenkorf en daaronder een vijfpuntige witte ster. De huidige vlag werd officieel aangenomen op 9 maart 2024.
De vorige vlag werd omgedoopt tot "Historic Flag" en behoudt zijn officiële status in de staat. De vlag wappert het hele jaar door bij het Utah State Capitol en bij speciale gelegenheden in de hele staat. Particulieren mogen de vlag altijd voeren.

## Symboliek
Bovenaan symboliseert een blauwe streep de uitgestrekte luchten en meren van Utah en fundamentele principes zoals geloof, kennis en vrijheid. De witte streep is verdeeld in vijf pieken, die de besneeuwde toppen van de bergen van Utah voorstellen, vrede oproepen en de acht stammen van de staat eren. Daaronder staat een rode canyonstreep die staat voor de majestueuze landschappen van Southern Utah en de geest van volharding, een knipoog naar de rode elementen op de vlag van de Verenigde Staten. De zeshoekige vorm, omlijnd door een gouden rand, bevat een bijenkorf die welvaart, eenheid en Utahs motto 'Industry' symboliseert. Onder de bijenkorf staat een vijfpuntige ster, die staat voor hoop en het jaar 1896 herdenkt, het jaar waarin Utah de status van staat verkreeg en de 45e ster op de Amerikaanse vlag werd, die de trouw van de staat aan de natie vertegenwoordigt.

## Geschiedenis

### Voor de staat

#### Mormoonse pioniersvlag

2002 reconstructie
Alternatieve reconstructie

Deze vlag, ontworpen door de raad in 1848, was de eerste vlag die werd ontworpen om de heiligen te verenigen toen ze hun eerste pioniersdag vierden. Deze vlag ging verloren in de jaren 1850, maar werd later opnieuw gemaakt door de Kerk van Jezus Christus van de Heiligen der Laatste Dagen in 2002 en wappert sindsdien op Ensign Peak.

#### Vlag van de staat Deseret

Een van de vroegere vlaggen van Deseret, gereconstrueerd ?
Een cavalerieridon van de versie van het Legioen van Nauvoo uit het Utah-tijdperk

Volgens de meeste beschrijvingen leek de vlag van de staat Deseret op de vlag van de staat Utah, maar omdat de vlag niet gestandaardiseerd was, werden er ook verschillende andere seculiere en religieuze alternatieven gebruikt.

#### Utahterritorium

Vlag van het Utahterritorium ?

Blauwe dundoek met het oude wapen van het Utahterritorium.

### Staat Utah

#### 1903 ontwerp

Vlag van Utah (1903–1904) ?
Vlag van Utah (1904–1911) ?
Vlag van Utah (1911–1913) ?

Het basisontwerp van de vlag maakt gebruik van het Zegel van Utah dat op 3 april 1896 door de wetgevende macht van de staat werd aangenomen. Het zegel werd ontworpen door kunstenaar Harry Edwards en vertoont overeenkomsten met het zegel van het Utahterritorium. De eerste vlag van de staat werd in maart 1903 gemaakt voor de Louisiana Purchase Exposition in Saint Louis, Missouri. Heber Manning Wells, de gouverneur van Utah, vroeg het Utah State Chapter of the Daughters of the American Revolution om toezicht te houden op het maken van een vlag. Op 1 mei 1903 marcheerden de gouverneur en zijn delegatie onder de nieuwe vlag in de parade van staten. De vlag was blauw, met het staatszegel en het jaartal "1896" met de hand geborduurd in wit garen in het midden van de vlag. Aanvankelijk stond deze vlag bekend als de "Gouverneursvlag" totdat op 9 maart 1911 Senate Joint Resolution 17 werd aangenomen door de wetgevende macht, waardoor het de officiële staatsvlag werd.
Er is momenteel geen bewijs dat de vlag van Utah Territory tijdens het bestaan van het Territory (1850-1896) tot een echte vlag werd gemaakt, hoewel er sindsdien wel kopieën zijn gemaakt.

#### 1913 ontwerp

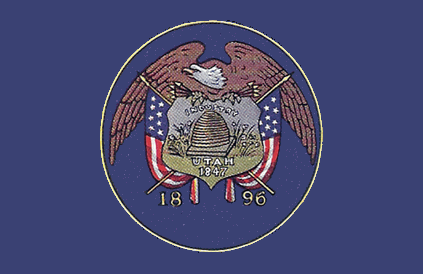
Vlag van Utah (1913–1922) ?
Vlag van Utah (1922–2011) ?
Vlag van Utah (2011–2024) ?
Vlag van Utah, verbeterde variant (2011–2024) ?

In 1912 bestelden de Sons and Daughters of Utah Pioneers een op maat gemaakte kopie van de nieuwe vlag om te overhandigen aan het pas in gebruik genomen slagschip USS Utah. Toen de vlag aankwam, ontdekte de groep dat het schild op de vlag in volle kleur was in plaats van wit en dat de fabrikant een gouden ring rond het schild had toegevoegd. In plaats van de vlag opnieuw te laten maken, diende Annie Wells Cannon HJR 1 in en veranderde de wetgevende macht van Utah de wet zodat de wijzigingen van de fabrikant onderdeel konden worden van de officiële vlag. Voordat de nieuwe vlag op 25 juni 1913 in ontvangst werd genomen, werd hij in januari 1913 tentoongesteld bij het Capitool van de staat, daarna in de etalages van het ZCMI in Main Street en op een bal dat ter ere van de vlag werd gehouden.
Tijdens de 59e wetgevende zitting van de staat in 2011 werd een Concurrent Resolution (HCR002) aangenomen die vlaggenmakers verplichtte om een fout te herstellen die was aangetroffen op alle huidige vlaggen van de staat Utah. De fout ontstond in 1922 toen een vlaggenmaker het jaartal 1847 verkeerd plaatste door het net boven het jaartal 1896 te naaien, in plaats van op de juiste plaats op het schild. Er wordt aangenomen dat elke vlag die sinds 1922 is gemaakt, deze vlag als model heeft gebruikt en de fout is 89 jaar blijven bestaan. Later diezelfde sessie in 2011 werd House Bill #490 door de wetgevende macht aangenomen, waardoor 9 maart een jaarlijkse Utah State Flag dag werd.

#### 2024 ontwerp

Vlag van Utah (2024–heden)?
Historische vlag van Utah (2024–heden) ?
Historische vlag van Utah (2024–heden) ?

Na een mislukte poging om de vlag in 2020 opnieuw te ontwerpen, begon senator Daniel McCay een wetsvoorstel in de Senaat van Utah. Ter voorbereiding op het debat bekeken het Huis en de Senaat een TED Talk van Roman Mars, "Why city flags may be the worst designed thing you've never noticed." Naast de Ted Talk deelde de hoofdontwerper van de Utah Jazz, Ben Barnes, een set prototype-ontwerpen voor wetgevers.

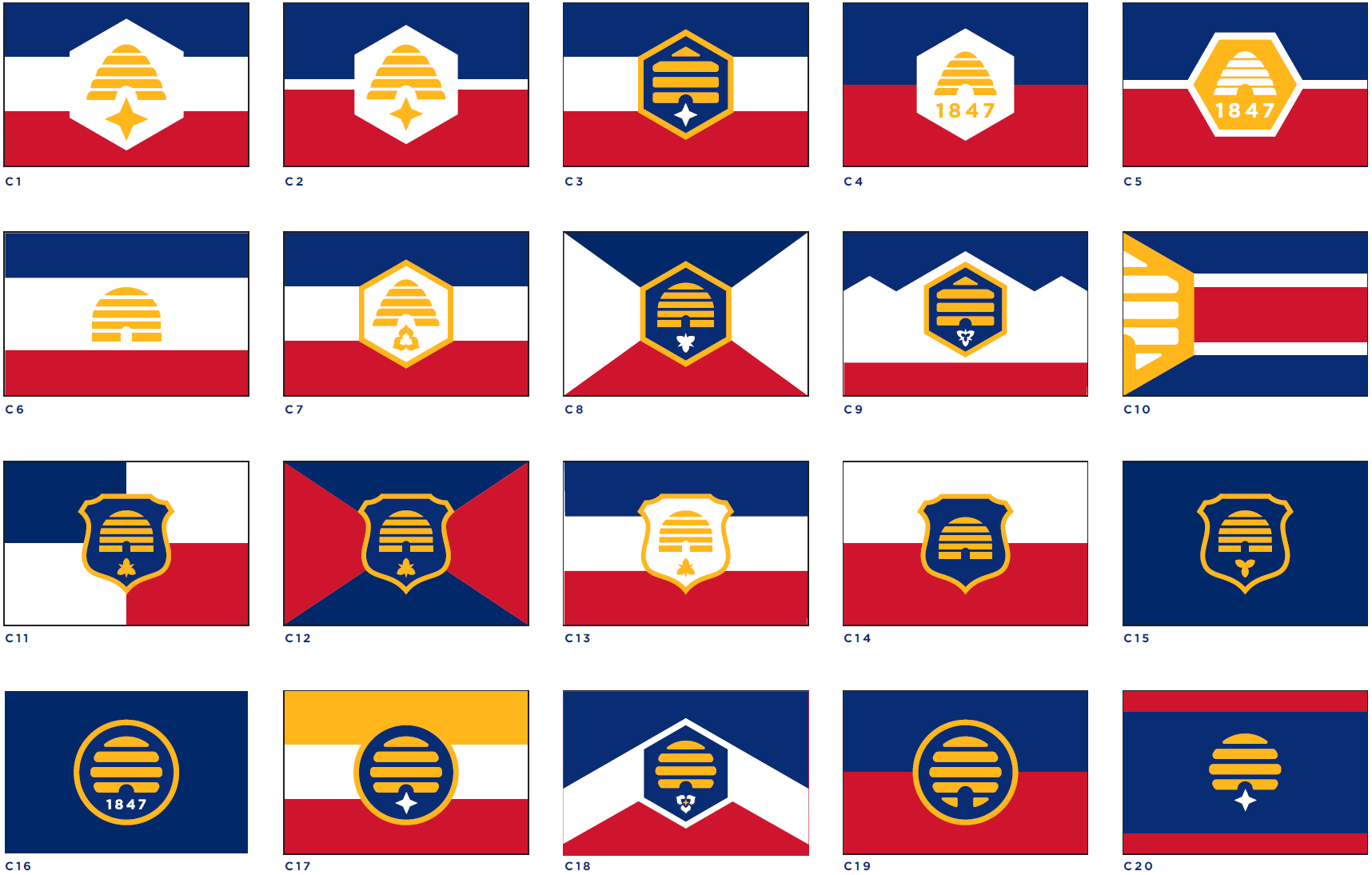
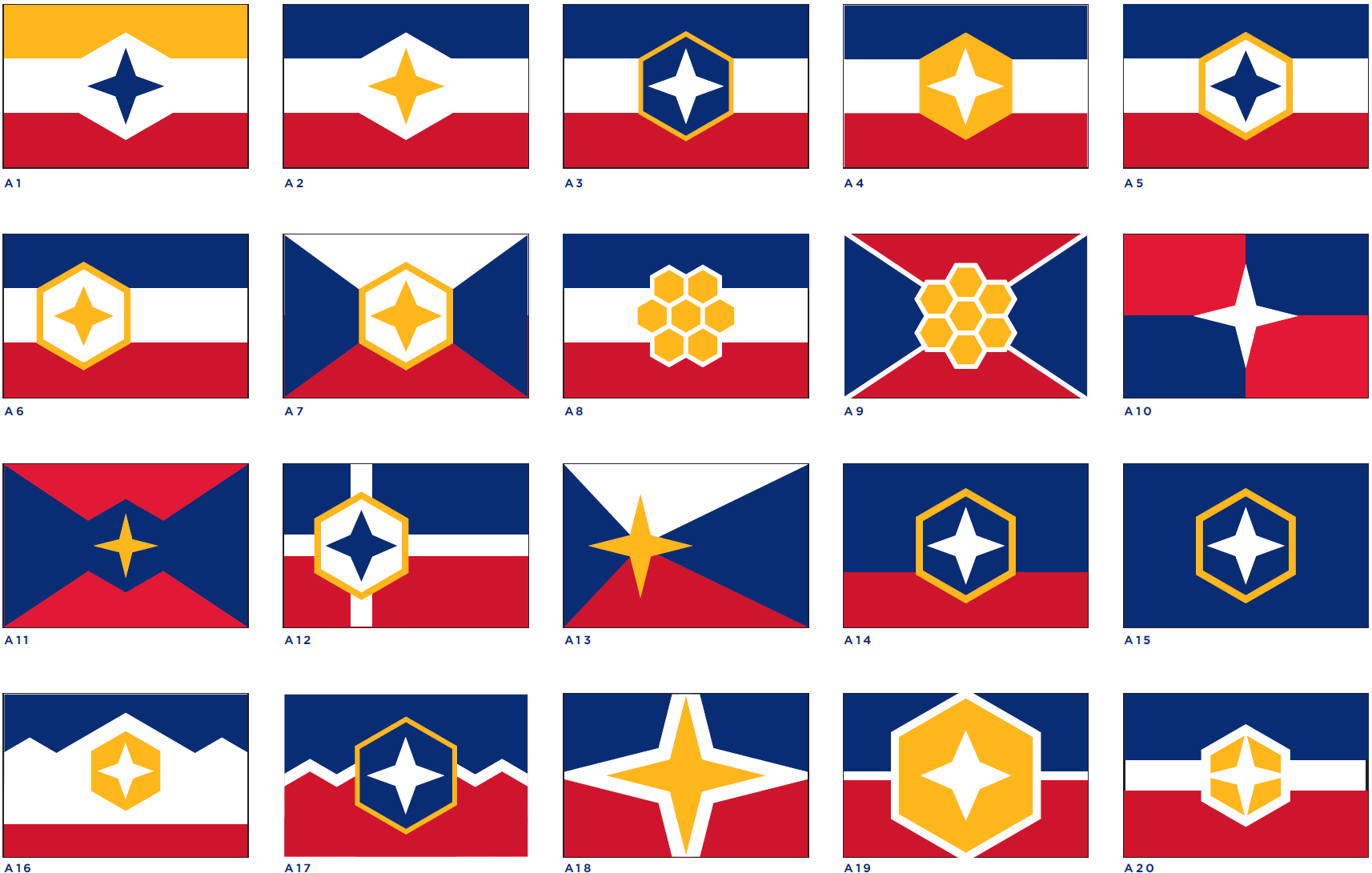
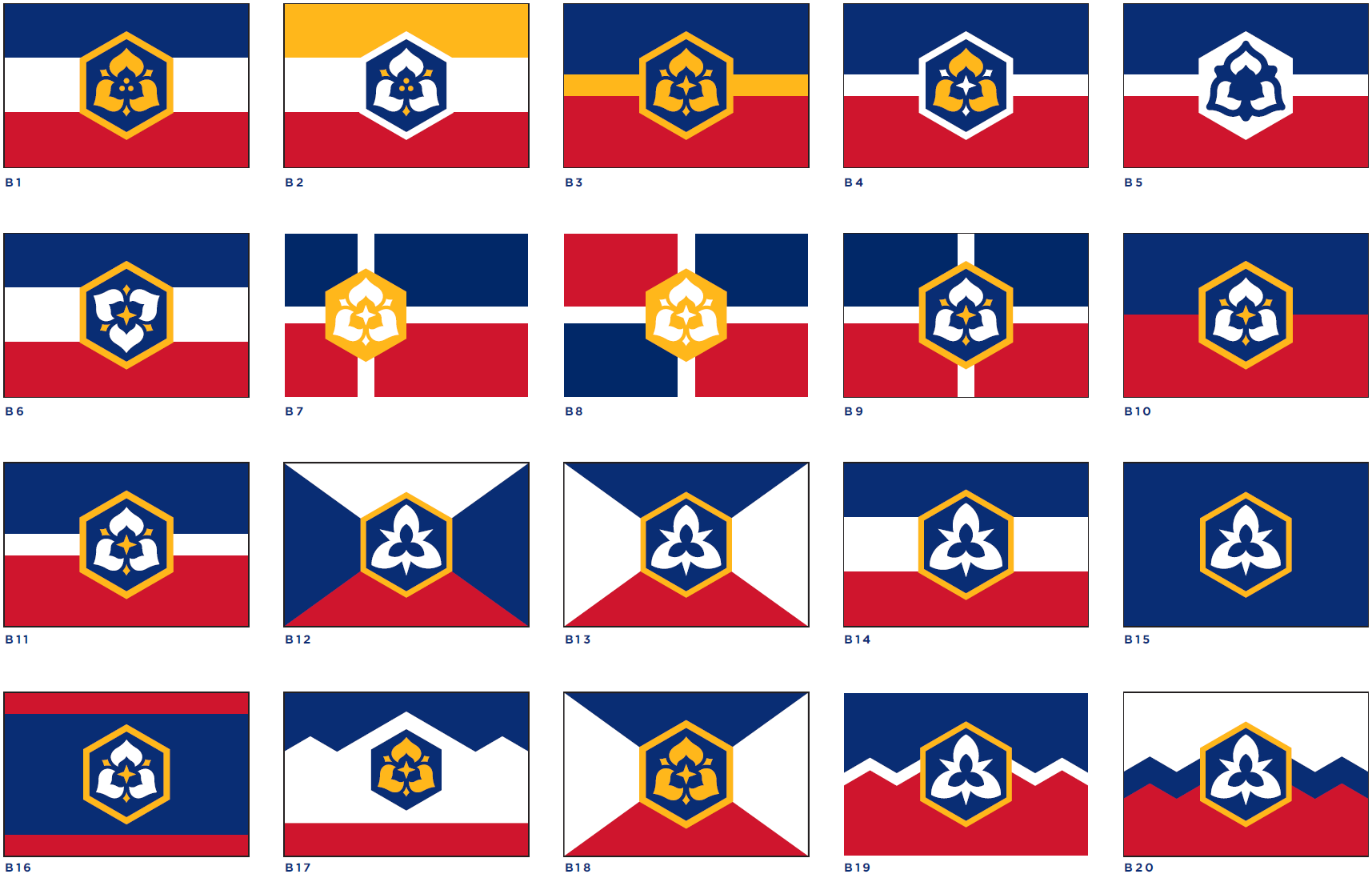

Herdenkingsvlag van Utah (2021)

In 2021 sponsorde senator McCay een wetsvoorstel om een taskforce op te richten om de vlag van de staat Utah opnieuw te ontwerpen. Het wetsvoorstel wees ook een officiële vlag aan om de 125e verjaardag van de staat Utah te herdenken. Het wetsvoorstel werd aangenomen in het Huis en de Senaat en werd in wet ondertekend door gouverneur Spencer Cox.
In 2022 aanvaardde de Utah State Flag Task Force inzendingen van het publiek. Er werden 5.703 ontwerpen ingediend, waarvan 2.500 door studenten. In september werden 20 semi-finalistische ontwerpen bekendgemaakt en werd Utahns gevraagd hun feedback te geven. Tijdens de commentaarperiode van een maand werden 44.000 reacties op de enquête gegeven.

Op 10 november 2022 diende de Task Force een definitief voorstel in bij de Utah State Legislature voor goedkeuring als de officiële staatsvlag. Op 18 januari 2023 stemde de Utah Senate Business and Labor Committee met 6-1 om de vlag door te sturen naar de State Senate, waarbij McCay zei dat hij hoopte dat het nieuwe vlagontwerp tegen 3 maart het bureau van Spencer Cox zou bereiken.

Uiteindelijk gekozen ontwerp

Op 30 januari 2023 keurde de Senaat het wetsvoorstel met 17-10 goed, waarna het ter goedkeuring werd voorgelegd aan het Huis van Afgevaardigden. De vlag werd echter licht aangepast; de achtpuntige ster werd vervangen door een vijfpuntige ster nadat een inheemse kiezer zijn bedenkingen had geuit over de eerstgenoemde ster, die volgens hem van een afstand meer op een sterretje leek. De achtpuntige ster stond voor de acht federaal erkende naties, terwijl de vijfpuntige ster stond voor de vijf historische naties in Utah (Dineh, Shoshone, Kutsipiuti, Paiute en Ute).
Op 2 maart 2023 keurde het Huis van Afgevaardigden van Utah het wetsvoorstel met 40-35 goed en de Senaat van de staat stemde in met 19-9-1, waarmee het wetsvoorstel ter ondertekening naar het bureau van de gouverneur werd gestuurd.
Het wetsvoorstel werd op 21 maart 2023 ondertekend door gouverneur Cox, samen met een uitvoeringsbesluit waarin de verandering werd geformaliseerd. Het wetsvoorstel en de nieuwe vlag werden van kracht op 9 maart 2024, waardoor er een overgangsperiode van een jaar was om geleidelijk over te stappen op de nieuwe vlag. Het wetsvoorstel wijst ook het eerdere ontwerp aan als de officiële historische vlag die door iedereen gebruikt mag blijven worden. Het decreet schrijft voor dat de historische vlag elke dag van het jaar boven het capitool van de staat moet wapperen en zodra het wetsvoorstel van kracht wordt, moeten de twee vlaggen aan verschillende vlaggenmasten op het terrein van het capitool wapperen. Het bevel verzoekt de wetgevende macht ook om het wetsvoorstel te wijzigen zodat de nieuwe vlag onder de historische vlag kan wapperen als ze samen worden gevoerd.
Uit een opiniepeiling die in maart 2023 werd uitgevoerd door het Hinckley Institute of Politics bleek dat 48% van de respondenten de nieuwe vlag steunde, 35% was ertegen en 17% wist het niet.
Op 17 mei 2023 werd de nieuwe vlag voor het eerst gehesen op het Utah State Capitol.

##### Pogingen om de vlag van 2024 te verwijderen
Tegenstanders van de nieuwe vlag kondigden een campagne aan om in 2023 een referendum te houden over de invoering van de vlag, in de hoop de oude vlag te behouden, ondanks de formulering in het wetsvoorstel dat de historische vlag behoudt. De handtekeningenactie mislukte en ontving uiteindelijk slechts 21.030 geverifieerde handtekeningen; de officiële verificatie werd stopgezet nadat minder dan 50.000 van de 134.298 vereiste handtekeningen waren ingediend bij de districtsgriffies.
Tegenstanders van de vlag lanceerden een tweede handtekeningenactie om de kwestie als initiatief op het stembiljet van 2024 te krijgen. Die actie mislukte ook, met 99.125 verzamelde handtekeningen. (Het kantoor van de luitenant-gouverneur had slechts 81.992 handtekeningen gevalideerd voor de deadline, de resterende 17.133 handtekeningen die niet gevalideerd waren, zouden niet genoeg zijn geweest om de drempel van 134.298 handtekeningen te halen om in aanmerking te komen voor het stembiljet). Een groep die verbonden is aan de campagne klaagt het kantoor van de luitenant-gouverneur aan en stelt dat het burgerinitiatiefproces dat de wetgever heeft gecreëerd te moeilijk is en dat de opgelegde vertragingen en deadlines ongrondwettelijk zijn. Luitenant-gouverneur Deidre Henderson stelt dat ze geen afstand kan doen van de wettelijke vereisten om een initiatief op het stembiljet te krijgen.
Tijdens de wetgevende sessie van 2024 in Utah stelde vertegenwoordiger Phil Lyman House Bill 436 voor in het Huis van Afgevaardigden van Utah die het wetsvoorstel voor het creëren van de nieuwe vlag zou hebben ingetrokken, maar het kwam niet door de commissie.

### Andere pogingen tot herontwerp

#### 1927 poging tot herontwerp

Voorgestelde vlag van Utah (1927)

In 1927 vroeg toenmalig gouverneur George Dern tijdens zijn toespraak tot de wetgevende macht van de staat Utah aan de staat om een veel eenvoudigere vlag die snel en goedkoop kon worden gemaakt en die naast de Amerikaanse vlag kon wapperen. Er werd echter niets gedaan totdat in 1930 vlaggenliefhebster Lilliebell Falck uit Ogden hem benaderde met een paar vereenvoudigde ontwerpen. Haar favoriet was een witte bijenkorf met 28 lijnen die de county's van Utah moesten voorstellen. Maar omdat de Sons en Daughters of Utah Pioneers steeds meer bezwaar maakten tegen het ontwerp, werd het later dat jaar geschrapt.

#### Ontwerpwedstrijd Salt Lake Tribune (2002)
In 2002 vroeg The Salt Lake Tribune, samen met de North American Vexillological Association, om ontwerpen voor een nieuwe vlag van de staat. Er werden meer dan 1000 ontwerpen verzameld en de beste 35 werden geselecteerd voor jurering. Er werden echter geen vlaggen van deze wedstrijd aangenomen door de staat.

finalisten
Ontwerp 3
Ontwerp 5
Ontwerp 8
Ontwerp 10
Ontwerp 11
Ontwerp 12
Ontwerp 13
Ontwerp 14
Ontwerp 15
Ontwerp 16
Ontwerp 18
Ontwerp 19 (versie 1)
Ontwerp 19 (versie 2)
Ontwerp 20
Ontwerp 21
Ontwerp 22
Ontwerp 23
Ontwerp 25
Ontwerp 29
Ontwerp 31
Ontwerp 32 (versie 1)
Design 32 (versie 2)
Ontwerp 34

#### Vernieuwde ontwerpinspanningen (2018-2020)

Voorgestelde vlag van Utah (2019)

In 2018 stelden de staatsvertegenwoordigers Steve Handy en Keven Stratton 2 verschillende benaderingen voor om de vlag van Utah bij te werken. Vertegenwoordiger Handy stelde voor om een vlaggencommissie op te richten om input en ontwerpen van het publiek te ontvangen, met als uiteindelijk doel om een nieuwe vlag voor te stellen aan de wetgevende macht. Vertegenwoordiger Stratton sponsorde aparte wetgeving om een specifiek vlagontwerp aan te nemen. Het Huis van Afgevaardigden van Utah stond meer open voor een voorstel om het publiek te betrekken bij een commissie, maar uiteindelijk mislukten beide pogingen in 2019.
Vertegenwoordiger Handy stelde in 2020 nog een wetsvoorstel voor om de huidige vlag te behouden als een "historische vlag". De poging strandde echter in het House Political Subdivions Committee door een staking van stemmen.

## Galerij

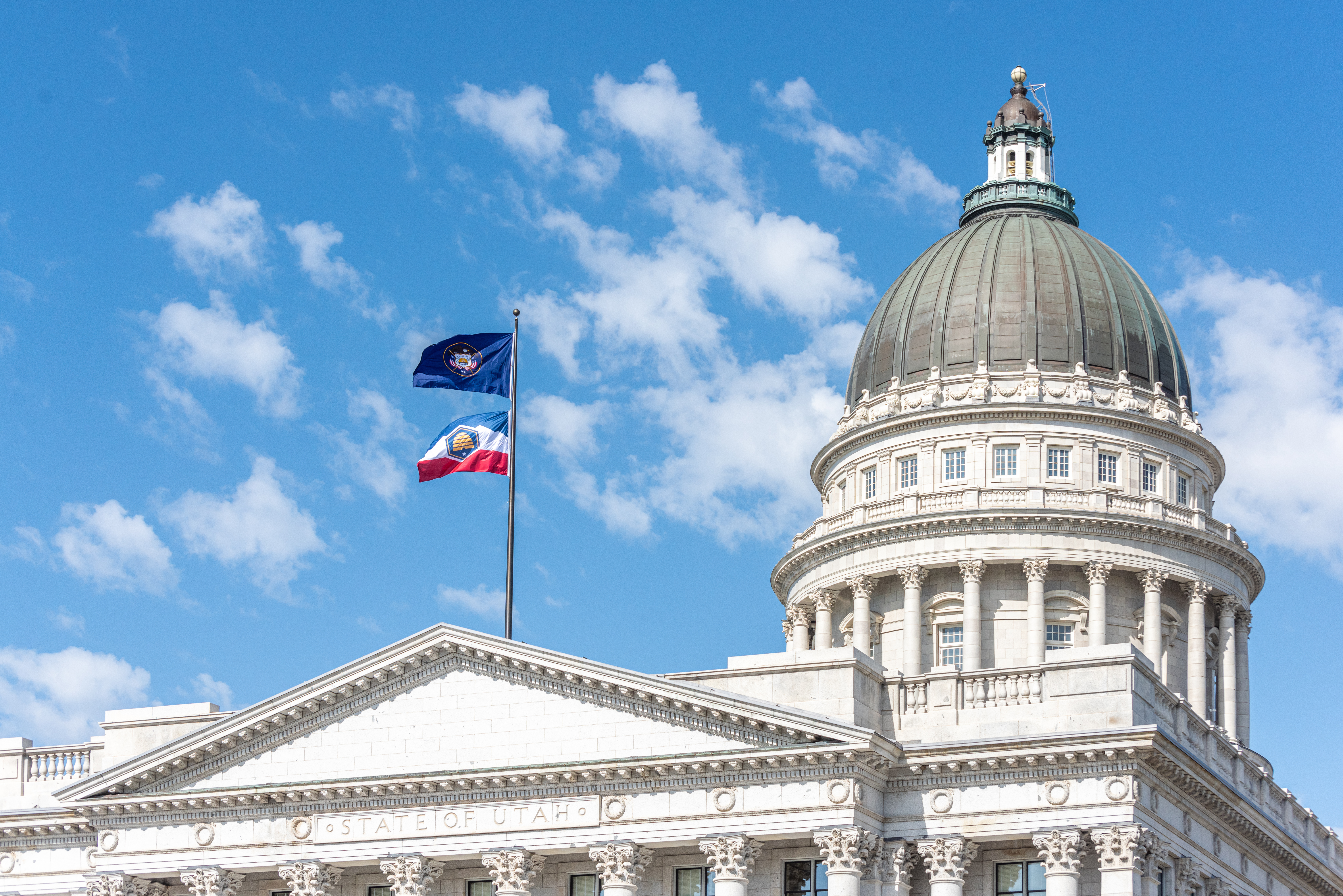
De historische vlag (boven) en de staatsvlag (onder) boven het Utah State Capitol
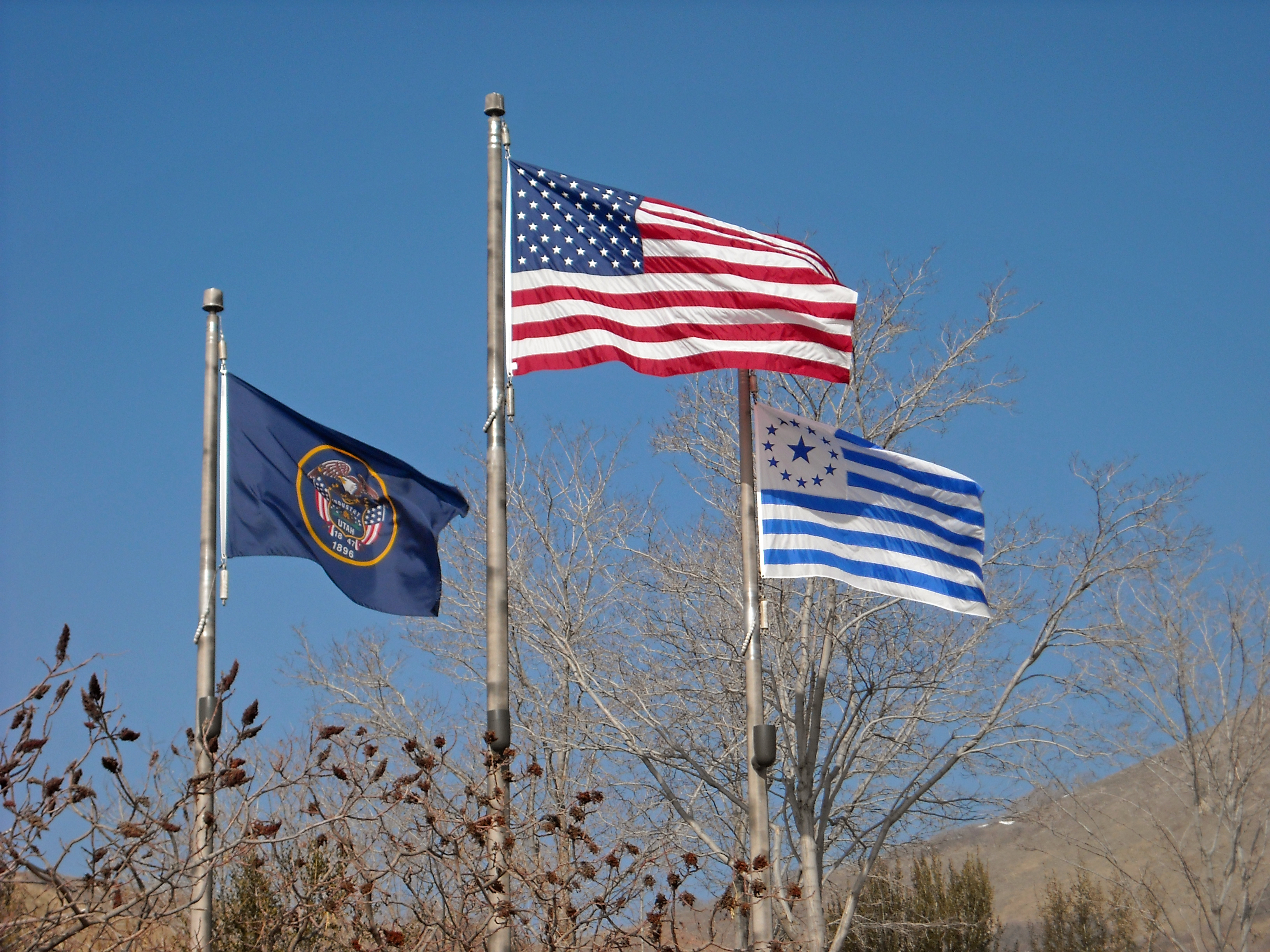
De vlag van de Verenigde Staten (midden) de vlag van de staat Utah van voor 2011 (links) en de vlag van de Mormoonse pioniers (rechts)
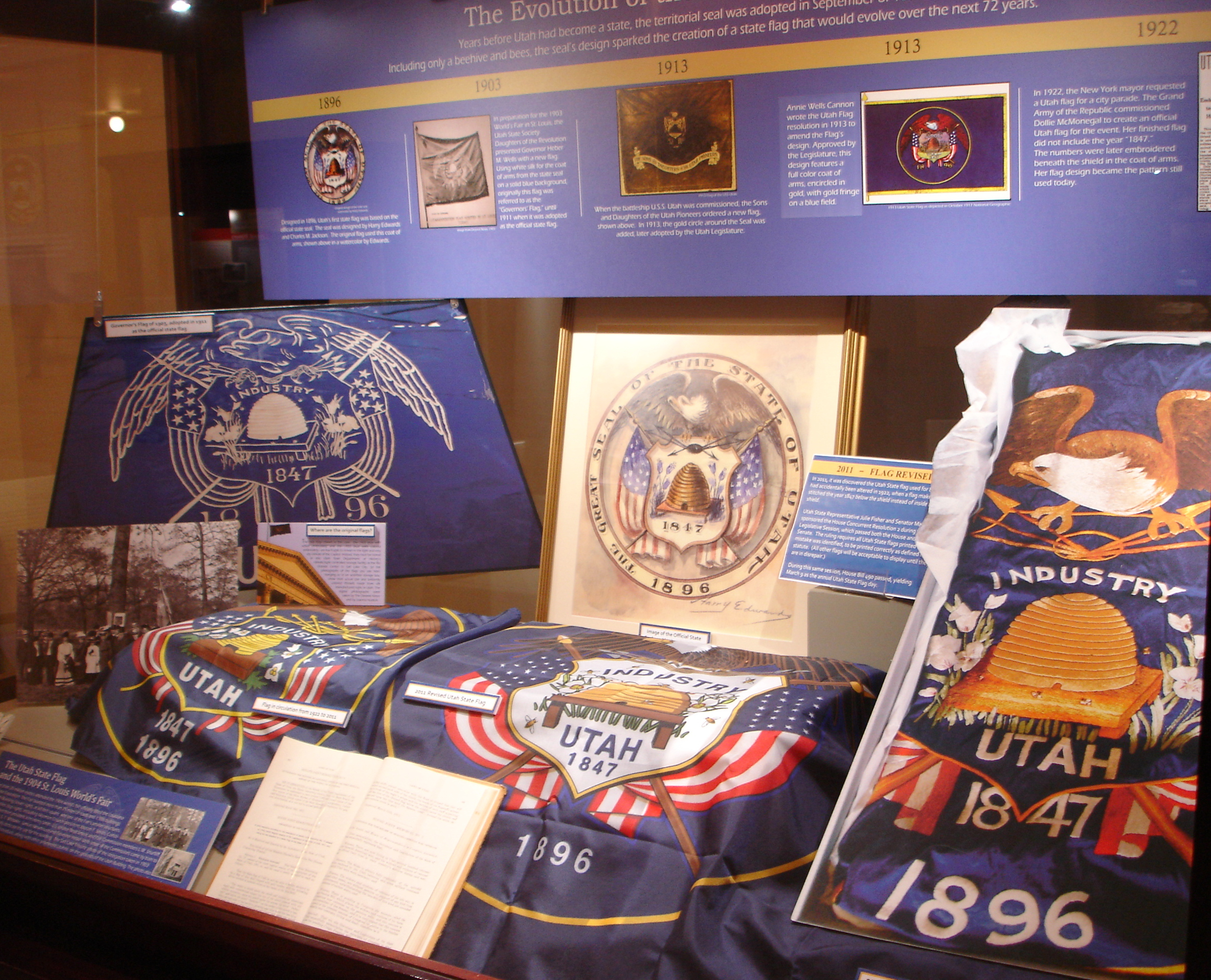
Een display op het Utah State Capitol met de geschiedenis van de vlag